# دنیای وارکرفت
جهان وارکرفت ((به انگلیسی: World of Warcraft) «هنر جنگ» یا جهان جنگ‌پیشه») یا به اختصار WoW، یک بازی ویدئویی نقش‌آفرینی برخط چندنفره گسترده از مجموعه بازی‌های وارکرفت است که توسط بلیزارد انترتینمنت و در سال ۲۰۰۴ برای مایکروسافت ویندوز و مک‌اواس ساخته و منتشر شده است.
با بیش از ۱۰ میلیون بازیکن در نوامبر ۲۰۱۴، در حال حاضر دنیای وارکرفت دارای بیشترین بازیکن در سبک ام‌ام‌اوآرپی‌جی است و به همین خاطر در کتاب رکوردهای جهانی گینس به عنوان محبوب‌ترین بازی ام‌ام‌اوآرپی‌جی بر اساس بازیکنان، ثبت شده است. این بازی آنلاین است و بازیکنان بعد از انتخاب یک جناح متحدان یا هوردها وارد نژادهایی می‌شوند که نژادهای متفاوتی دارند. پس از انتخاب شخصیت بازیکن یک گروه را انتخاب می‌کند که در لباس، اسلحه‌ها، طلسم‌ها و در کل سبک بازی با شخصیت تأثیر دارد. متحدان در نسخه اول شامل انسان‌ها، دورف‌ها، اِلف‌های شب و نوم‌ها است. هوردها در همان پچ اول شامل اورک‌ها، نامردگان، تائورن‌ها و ترول‌ها است. در پچ‌های جدید نژادهای بیشتری اضافه شده است.
کلیمدور و پادشاهی شرقی دو قاره اصلی در دنیای وارکرفت هستند. در بسته الحاقی جهان وارکرفت: خشم پادشاه لیچ، قاره نُرثِند و همچنین در جهان وارکرفت: مه‌های پانداریا، قاره پانداریا نیز اضافه شده است. پیشتر، سیاره اوتلند در نسخه جنگ‌های صلیبی سوزان نیز اضافه شده بود.

## تاریخچه
قبل از آغاز بازی، اورک‌ها که متعلق به جهان درانور هستند توسط لژیون سوزان آلوده می‌شوند. دیگر نژادهای جهانشان را قتل‌عام می‌کنند. رهبرشان گولدان و نیروهایش به آخرین محافظ مدیو که توسط سارگراس تسخیر شده است می‌پیوندند تا دروازه‌ای به جهان دیگر که ازروت نام دارد باز کنند.
در مراحل بازی «اورک‌های هورد» به «متحدان» دیگر نیروها حمله می‌کند. بعد از نبردهای فرسایشی بسیار هوردها، انسان‌های پادشاهی ازروت را شکست می‌دهند و سپس به‌دنبال بازماندگان به‌شمال می‌روند. شهر «استورم ویند» در نبرد پایانی نابود می‌شود.
مراحل بازی انسان‌ها تاریخچه متفاوتی دارد جایی که اتحاد با موفقیت در برابر هورد دفاع می‌کند و آن‌ها را سمت بیشه‌های اصلی، کوه‌های سیاه‌صخره به‌عقب می‌راند. علائم ویرانی در پایان این مراحل مشاهد می‌شود.

بازی‌های بعد نشان می‌دهد که نتیجه جنگ اول پیروزی اورک‌ها بود (یعنی مراحل بازی اورک)، اما بسیاری از نقاط حساس از مراحل بازی انسان گرفته شده است. در نتیجه قسمت بزرگی از تاریخچه در بازی‌های بعدی مشخص می‌شود.
| گردآورنده  | امتیاز |
| ---------- | ------ |
| گیم‌رنکینگز | ۹۲٪    |
| متاکریتیک  | ۹۳٪    |

| ناشر                 | امتیاز |
| -------------------- | ------ |
| وان‌آپ.کام            | A      |
| اج                   | ۹/۱۰   |
| یوروگیمر             | ۸/۱۰   |
| گیم اینفورمر         | ۹٫۵/۱۰ |
| گیم‌پرو               | ۴٫۵/۵  |
| گیمزمستر             | ۹۳٪    |
| گیم‌اسپات             | ۹٫۵/۱۰ |
| گیم‌اسپای             | [ ۱۵ ] |
| آی‌جی‌ان               | ۹٫۱/۱۰ |
| پی‌سی گیمر (بریتانیا) | ۹۴٪    |

## نژادها

### هوردها (Horde)
نژادهای این گروه عبارتند از:
- الف‌های خون (Blood elf)
- گابلین‌ها (Goblin)
- اورک‌ها (Orc)
- تائورن‌ها (Tauren)
- ترول‌ها (Troll)
- نامردگان (Undead)
- پانداها (Pandaren) که نژاد مشترک هورد و متحدان هستند.

### متحدان (Alliance)
نژادهای این گروه عبارتند از:
- درانای‌ها (Draenei)
- کوتوله‌ها (Dwarf)
- کوتوله‌ها (Gnome)
- انسان‌ها (Human)
- الف‌های شب (Night elf)
- ورگن‌ها (Worgen)
- الف‌های بی‌اعتبار (Void elf)
- لایت‌فورجدها (Lightforged)
- پانداها (Pandaren) که نژاد مشترک هورد و متحدان هستند

## کلاس‌ها
در این بازی هر بازیکن بایستی پس از انتخاب نوع نژاد خود، یک کلاس را برای بازی انتخاب نماید. به‌عنوان مثال یک بازیکن می‌تواند نژاد Blood Elf از گروه «هوردها» را انتخاب کرده و پس از آن می‌بایست انتخاب کند که مایل است در کدام کلاس (Hunter, Warlock, Mage و …) نقش‌آفرینی کند. نکته قابل توجه این است که هر نژاد محدودیت خاصی در انتخاب کلاس دارد. به‌عنوان مثال شما نمی‌توانید با انتخاب نژاد Blood Elf از کلاس Shaman یا Druid استفاده کنید. هر کلاس قدرت خاص خود را دارد و مزایا و معایبی به همراه دارد که باعث می‌شود تعادل و توازن بین کلاس‌های مختلف بازی حفظ شود و بازیکن صرفاً به دلیل علاقه و نه قدرت خاص، از کلاس‌ها استفاده کند. در جدول زیر لیست کامل کلاس‌ها به همراه تغییرات مختلف در نسخه‌های مختلف ذکر شده زیرا با تغییر داستان، نژادها و کلاس‌ها، اضافه و حذف می‌شوند و در بسیاری موارد دستخوش تغییرات شده‌اند.
| نژادها / کلاس‌ها | نژادها / کلاس‌ها     | Druid کاهن | Warlock وارلاک | Hunter شکارچی | Warrior جنگجو | Mage جادوگر | Paladin پالادین | Priest کشیش | Shaman شمن | Rouge روگ | Death Knight شوالیه مرگ | Monk راهب | Demon Hunter شکارچی جن |
| --------------- | ------------------- | ---------- | -------------- | ------------- | ------------- | ----------- | --------------- | ----------- | ---------- | --------- | ----------------------- | --------- | ---------------------- |
| متحدان          | Human ✔             |            | ✔              | ✔             | ✔             | ✔           | ✔               | ✔           |            | ✔         | ✔                       | ✔         |                        |
| متحدان          | Dwarf ✔             |            | ✔              | ✔             | ✔             | ✔           | ✔               | ✔           | ✔          | ✔         | ✔                       | ✔         |                        |
| متحدان          | Gnome ✔             |            | ✔              | ✔             | ✔             | ✔           |                 | ✔           |            | ✔         | ✔                       | ✔         |                        |
| متحدان          | Night Elf ✔         | ✔          |                | ✔             | ✔             | ✔           |                 | ✔           |            | ✔         | ✔                       | ✔         | ✔                      |
| متحدان          | Draenei ✔           |            |                | ✔             | ✔             | ✔           | ✔               | ✔           | ✔          |           | ✔                       | ✔         |                        |
| متحدان          | Worgen              | ✔          | ✔              | ✔             | ✔             | ✔           |                 | ✔           |            | ✔         | ✔                       |           |                        |
| متحدان          | Void Elf            |            | ✔              | ✔             | ✔             | ✔           |                 | ✔           |            | ✔         | ✔                       | ✔         |                        |
| متحدان          | Lightforged Draenei |            |                | ✔             | ✔             | ✔           | ✔               | ✔           |            |           | ✔                       |           |                        |
| متحدان          | Dark Iron Dwarf     |            | ✔              | ✔             | ✔             | ✔           | ✔               | ✔           | ✔          | ✔         | ✔                       | ✔         |                        |
| متحدان          | Kul Tiraner         | ✔          |                | ✔             | ✔             | ✔           |                 | ✔           | ✔          | ✔         | ✔                       | ✔         |                        |
| متحدان          | Mechagnome          |            | ✔              | ✔             | ✔             | ✔           |                 | ✔           |            | ✔         | ✔                       | ✔         |                        |
| هوردها          | Orc ✔               |            | ✔              | ✔             | ✔             | ✔           |                 |             | ✔          | ✔         | ✔                       | ✔         |                        |
| هوردها          | Undead ✔            |            | ✔              | ✔             | ✔             | ✔           |                 | ✔           |            | ✔         | ✔                       | ✔         |                        |
| هوردها          | Tauren ✔            | ✔          |                | ✔             | ✔             |             | ✔               | ✔           | ✔          |           | ✔                       | ✔         |                        |
| هوردها          | Troll ✔             | ✔          | ✔              | ✔             | ✔             | ✔           |                 | ✔           | ✔          | ✔         | ✔                       | ✔         |                        |
| هوردها          | Blood Elf ✔         |            | ✔              | ✔             | ✔             | ✔           | ✔               | ✔           |            | ✔         | ✔                       | ✔         | ✔                      |
| هوردها          | Goblin              |            | ✔              | ✔             | ✔             | ✔           |                 | ✔           | ✔          | ✔         | ✔                       |           |                        |
| هوردها          | Nachtgeborene       |            | ✔              | ✔             | ✔             | ✔           |                 | ✔           |            | ✔         | ✔                       | ✔         |                        |
| هوردها          | Hochbergtauren      | ✔          |                | ✔             | ✔             |             |                 |             | ✔          |           | ✔                       | ✔         |                        |
| هوردها          | Mag'har Orcs        |            |                | ✔             | ✔             | ✔           |                 | ✔           | ✔          | ✔         | ✔                       | ✔         |                        |
| هوردها          | Zandalaritrolle     | ✔          |                | ✔             | ✔             | ✔           | ✔               | ✔           | ✔          | ✔         | ✔                       | ✔         |                        |
| هوردها          | Vulpera             |            | ✔              | ✔             | ✔             | ✔           |                 | ✔           | ✔          | ✔         | ✔                       | ✔         |                        |
|                 | Pandaren            |            |                | ✔             | ✔             | ✔           |                 | ✔           | ✔          | ✔         | ✔                       | ✔         |                        |

تغییرات اضافه شده در نسخه The Burning Crusade با رنگ سبز روشن مشخص شده‌اند.

تغییرات اضافه شده در نسخه Wrath of the Lich King با رنگ بنفش مشخص شده‌اند.

تغییرات اضافه شده در نسخه Cataclysm با رنگ قرمز مشخص شده‌اند.

تغییرات اضافه شده در نسخه Mists of Pandaria با رنگ آبی مشخص شده‌اند.

تغییرات اضافه شده در نسخه Warlords of Draenor با رنگ سبز-تیره مشخص شده‌اند.

تغییرات اضافه شده در نسخه Legion با رنگ آبی روشن مشخص شده‌اند.
تغییرات اضافه شده در نسخه Battle for Azeroth با رنگ نارنجی مشخص شده‌اند.

## نقش‌ها
کل کلاس‌ها در دنیای وارکرفت را می‌توان در سه دسته جای داد:

### تانک (Tank)
به بازیکنی که تجهیزات دفاعی بسیار قوی و مقدار سلامتی بسیار بالایی دارد و می‌تواند در برابر حملات نزدیک (Melee) به‌خوبی مقاومت کند تانک می‌گویند. اصطلاح تانک از تانک گرفته شده که زره بسیار قوی‌ای دارد. این بازیکن ماموریت‌های دسته جمعی (Instances) وظیفه آغاز مبارزه با غول‌هایی (Boss) را بر عهده دارد که از جادو استفاده نمی‌کنند و فقط از حملات نزدیک استفاده می‌کنند. در حقیقت این بازیکن در برابر غول مرحله قرار می‌گیرد تا حواس آن را به خود پرت کرده و مانع از حمله غول‌های مرحله به سایر بازیکنان می‌شود. در عوض بازیکنانی با نقش شفادهنده (Healer) مدام با جان‌بخشی به این بازیکن از اون در برابر حملات دفاع می‌کنند و سایر بازیکنان مهاجم (DPS) از راه دور به غول حمله می‌کنند تا در تلاشی دسته جمعی غول مأموریت را از بین ببرند. همچنین در مراحل خیلی سخت یا بازیکن‌های حرفه‌ای یک بازیکن به‌عنوان تانک ثانویه (Second Tank) در تیم حاضر می‌شود تا زمانی که غول‌های مرحله توانایی انجام طلسم داشتند و تانک اصلی را به خارج از محدود مبارزه پرت کردند، بلافاصله جایگزین تانک اصلی شده و اجازه حمله به شفادهنده و سایر بازیکنان را ندهد.

### (DPS)
مخفف کلمه (Damage Per Second) است و به دو گروه از بازیکنان تقسیم می‌شود.
- RDPSها (مخفف Range Damage Per Second) شامل Druids, Hunter, Mage, Priest, Shaman و Warlock
- MDPSها (مخفف Melee Damage Per Second) شامل Death Knight, Druid, Demon Hunter,Rogue, Hunter, Warrior و Monk

### شفادهنده (Healer)
بازیکنانی که از کلاس‌های Druid, Monk, Paladin, Priest و Shaman استفاده می‌کنند و توانایی شفابخشی دارند و می‌توانند جان از دست رفته خود و سایر بازیکنان را اضافه کنند.

## انتشار
- اولین بسته الحاقی این بازی با عنوان دنیای وارکرفت: جنگ‌های صلیبی سوزان در ۱۶ ژانویه ۲۰۰۷ منتشر شد.
- دومین بسته الحاقی با عنوان دنیای وارکرفت: خشم پادشاه لیچ در ۱۳ نوامبر ۲۰۰۸ منتشر شد.[۵]
- سومین بسته نیز به نام دنیای وارکرفت: کاتاکلیزم، در سال ۲۰۱۰ منتشر شد.[۵]
- چهارمین بسته الحاقی به نام دنیای وارکرافت: مه‌هایی از پانداریا در ۲۵ سپتامبر ۲۰۱۲ منتشر شد.[۵]
- پنجمین بسته الحاقی با نام دنیای وارکرفت: جنگ سالاران درینور در بلیزکان ۲۰۱۳ اعلام شد و در ۱۳ نوامبر ۲۰۱۴ منتشر شد.[۵]
- ششمین بستهٔ الحاقی با نام دنیای وارکرفت: لژیون در سال ۲۰۱۶ منتشر شد.
- هفتمین بسته الحاقی با نام دنیای وارکرفت: نبرد برای آزروث در سال ۲۰۱۸ منتشر شد.
- هشتمین بسته الحاقی با نام دنیای وارکرفت: سرزمین‌های سایه در سال ۲۰۲۰ منتشر شد.
- نهمین بسته الحاقی با نام دنیای وارکرفت: دسته اژدهایان در سال ۲۰۲۲ منتشر شد.
- دهمین بسته الحاقی با نام دنیای وارکرفت: جنگ درون در سال 2024 منتشر شد.

همچنین جدول زیر به همراه میزان سطح کلاس‌ها ارائه شده است:
| جنگ‌های صلیبی سوزان | ژانویه ۲۰۰۷ برابر ‎دی ۱۳۸۵      | ۷۰  |  |  |
| خشم پادشاه لیچ     | نوامبر ۲۰۰۸ برابر ‎آبان ۱۳۸۷    | ۸۰  |  |  |
| دگرگونی            | دسامبر ۲۰۱۰ برابر ‎شهریور ۱۳۸۹  | ۸۵  |  |  |
| مه‌هایی از پانداریا | سپتامبر ۲۰۱۲ برابر ‎شهریور ۱۳۹۱ | ۹۰  |  |  |
| جنگ‌سالاران درینور  | نوامبر ۲۰۱۴ برابر ‎آبان ۱۳۹۳    | ۱۰۰ |  |  |
| لژیون              | اوت ۲۰۱۶ برابر ‎مرداد ۱۳۹۷      | ۱۱۰ |  |  |
| نبرد برای آزروث    | اوت ۲۰۱۸ برابر ‎مرداد ۱۳۹۷      | ۱۲۰ |  |  |
| سرزمین‌های سایه     | نوامبر ۲۰۲۰ برابر ‎آبان ۱۳۹۹    | ۶۰  |  |  |
| دسته اژدهایان      | نوامبر 2022 برابر با آذر 1401  | 70  |  |  |
| جنگ درون           | اوت 2024 برابر با شهریور 1403  | 80  |  |  |

## فروش
| عنوان              | فروش                            |
| ------------------ | ------------------------------- |
| جنگ‌های صلیبی سوزان | ۲٫۴ میلیون نسخه در روز اول فروش |
| خشم پادشاه لیچ     | ۲٫۸ میلیون نسخه در روز اول فروش |
| کاتاکالیزم         | ۳٫۳ میلیون نسخه در روز اول فروش |
| مه‌هایی از پانداریا | ۲٫۷ میلیون نسخه در روز اول فروش |
| جنگ سالاران درینور | ۳٫۳ میلیون نسخه در روز اول فروش |
| لژیون              | ۳٫۳ میلیون نسخه در روز اول فروش |
| نبرد برای آزروث    | ۳٫۳ میلیون نسخه در روز اول فروش |
| سرزمین‌های سایه     | ۳٫۷ میلیون نسخه در روز اول فروش |
|                    |                                 |